# Majwanaadipitse
Majwanaadipitse is een dorp in het district Central in Botswana. De plaats telt 638 inwoners (2011).